# Seychalles
Seychalles est une commune française située dans le département du Puy-de-Dôme, en région Auvergne-Rhône-Alpes. Elle fait partie de l'aire d'attraction de Clermont-Ferrand.

## Géographie

### Lieux-dits et écarts
Le seul lieu-dit de Seychalles s'appelle Chantelauze.
À l'écart du village se trouve également la Ronzière.
|                     | Lempty     |        |
| Beauregard-l'Évêque | Seychalles | Lezoux |
| Bouzel              | Moissat    |        |

### Climat
Pour des articles plus généraux, voir Climat d'Auvergne-Rhône-Alpes et Climat du Puy-de-Dôme.
En 2010, le climat de la commune est de type climat du Bassin du Sud-Ouest, selon une étude du Centre national de la recherche scientifique s'appuyant sur une série de données couvrant la période 1971-2000. En 2020, Météo-France publie une typologie des climats de la France métropolitaine dans laquelle la commune est exposée à un climat de montagne ou de marges de montagne et est dans la région climatique  Nord-est du Massif Central, caractérisée par une pluviométrie annuelle de 800 à 1 200 mm, bien répartie dans l’année. 
Pour la période 1971-2000, la température annuelle moyenne est de 11,4 °C, avec une amplitude thermique annuelle de 16,5 °C. Le cumul annuel moyen de précipitations est de 695 mm, avec 8,7 jours de précipitations en janvier et 7,1 jours en juillet. Pour la période 1991-2020, la température moyenne annuelle observée sur la station météorologique de Météo-France la plus proche, « Fayet-le-Château », sur la commune de Fayet-le-Château à 15 km à vol d'oiseau, est de 11,2 °C et le cumul annuel moyen de précipitations est de 889,9 mm,. Pour l'avenir, les paramètres climatiques de la commune estimés pour 2050 selon différents scénarios d'émission de gaz à effet de serre sont consultables sur un site dédié publié par Météo-France en novembre 2022.

## Urbanisme

### Typologie
Au 1er janvier 2024, Seychalles est catégorisée bourg rural, selon la nouvelle grille communale de densité à sept niveaux définie par l'Insee en 2022.
Elle est située hors unité urbaine. Par ailleurs la commune fait partie de l'aire d'attraction de Clermont-Ferrand, dont elle est une commune de la couronne,. Cette aire, qui regroupe 209 communes, est catégorisée dans les aires de 200 000 à moins de 700 000 habitants,.

### Occupation des sols
L'occupation des sols de la commune, telle qu'elle ressort de la base de données européenne d’occupation biophysique des sols Corine Land Cover (CLC), est marquée par l'importance des territoires agricoles (90,8 % en 2018), en diminution par rapport à 1990 (93,7 %). La répartition détaillée en 2018 est la suivante : 
terres arables (74,7 %), zones agricoles hétérogènes (16 %), zones urbanisées (5,6 %), forêts (3,6 %), prairies (0,1 %). L'évolution de l’occupation des sols de la commune et de ses infrastructures peut être observée sur les différentes représentations cartographiques du territoire : la carte de Cassini (XVIIIe siècle), la carte d'état-major (1820-1866) et les cartes ou photos aériennes de l'IGN pour la période actuelle (1950 à aujourd'hui).

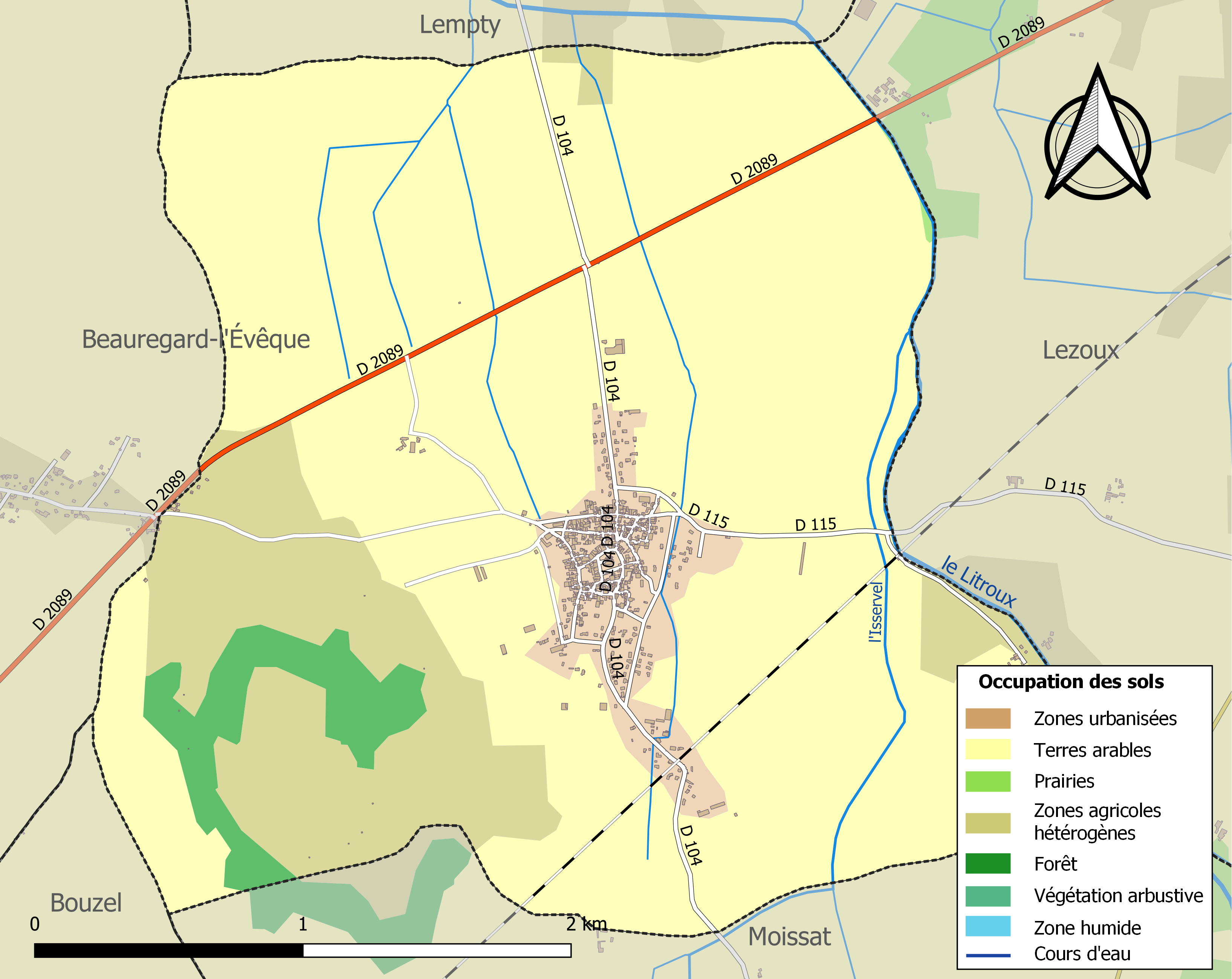
Carte des infrastructures et de l'occupation des sols de la commune en 2018 (CLC).

## Histoire
Guillaume, comte d'Auvergne, donna la terre au prieuré de Moissat au XIe siècle.
Peste en 1401.

## Toponymie
Le toponyme Seschala est attesté en ancien occitan en 1373.

## Politique et administration
| Période                                  | Période                   | Identité         | Étiquette | Qualité               |
| ---------------------------------------- | ------------------------- | ---------------- | --------- | --------------------- |
| Les données manquantes sont à compléter. |                           |                  |           |                       |
| avant 1919                               | ?                         | Guillaume Huguet | Radical   | Député de 1919 à 1928 |
| avant 1981                               | ?                         | Albert Torrent   | PS        |                       |
| 1995                                     | 2014                      | Pierre Aïtelhadj |           |                       |
| 2014                                     | 25 mai 2020               | René Favy        |           |                       |
| 25 mai 2020                              | En cours (au 4 juin 2020) | Yannick Dupoué   |           |                       |

## Population et société

### Démographie
L'évolution du nombre d'habitants est connue à travers les recensements de la population effectués dans la commune depuis 1793. Pour les communes de moins de 10 000 habitants, une enquête de recensement portant sur toute la population est réalisée tous les cinq ans, les populations de référence des années intermédiaires étant quant à elles estimées par interpolation ou extrapolation. Pour la commune, le premier recensement exhaustif entrant dans le cadre du nouveau dispositif a été réalisé en 2006.

En 2022, la commune comptait 787 habitants, en évolution de +2,47 % par rapport à 2016 (Puy-de-Dôme : +2,1 %, France hors Mayotte : +2,11 %).
| 1793 | 1800 | 1806 | 1821 | 1831 | 1836 | 1841 | 1846 | 1851 |
| ---- | ---- | ---- | ---- | ---- | ---- | ---- | ---- | ---- |
| 731  | 743  | 875  | 933  | 958  | 990  | 929  | 920  | 900  |

| 1856 | 1861 | 1866 | 1872 | 1876 | 1881 | 1886 | 1891 | 1896 |
| ---- | ---- | ---- | ---- | ---- | ---- | ---- | ---- | ---- |
| 832  | 838  | 828  | 805  | 810  | 756  | 716  | 696  | 712  |

| 1901 | 1906 | 1911 | 1921 | 1926 | 1931 | 1936 | 1946 | 1954 |
| ---- | ---- | ---- | ---- | ---- | ---- | ---- | ---- | ---- |
| 680  | 669  | 670  | 578  | 516  | 503  | 505  | 427  | 437  |

| 1962 | 1968 | 1975 | 1982 | 1990 | 1999 | 2006 | 2011 | 2016 |
| ---- | ---- | ---- | ---- | ---- | ---- | ---- | ---- | ---- |
| 451  | 464  | 404  | 384  | 427  | 442  | 539  | 654  | 768  |

| 2021 | 2022 | - | - | - | - | - | - | - |
| ---- | ---- | - | - | - | - | - | - | - |
| 789  | 787  | - | - | - | - | - | - | - |

### Enseignement
Seychalles dépend de l'académie de Clermont-Ferrand. La commune est dotée d'une école primaire.
Les élèves poursuivent leur scolarité au collège George-Onslow de Lezoux, puis dans les lycées de Thiers.

## Culture locale et patrimoine

### Lieux et monuments
- Église du XVIIe siècle.

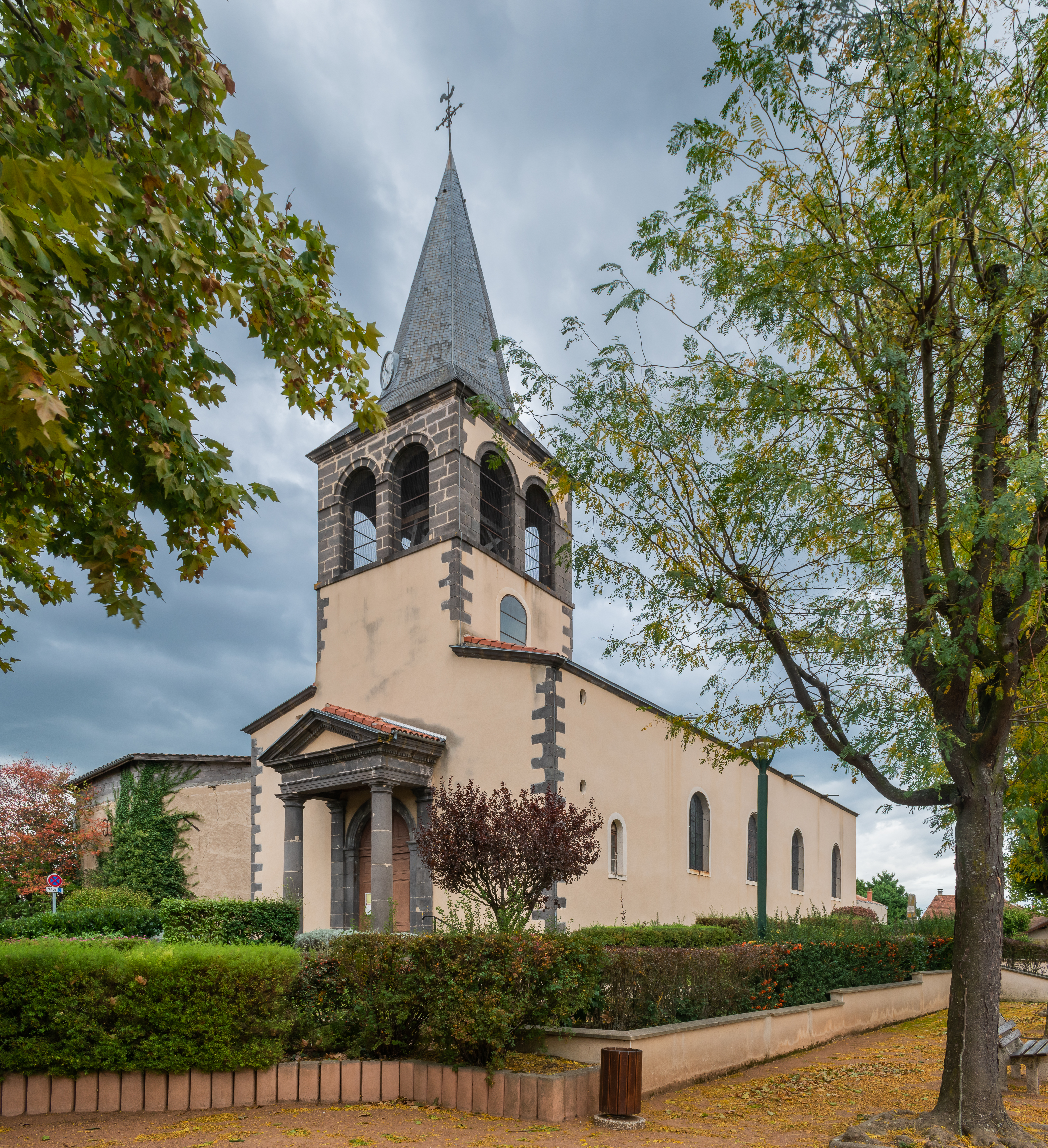
L'église.

- La tour de Coucourt au sommet de la colline.
- La poste.

### Personnalités liées à la commune
- Guillaume Huguet (1867-1937), député du Puy-de-Dôme (1919-1928), maire de Seychalles, où il est né et mort.
- Robert Huguet colonel Prince (1901-1979), compagnon de la Libération, chef des maquis d'Auvergne, fils de Guillaume Huguet.